# Cost-benefit-analyse
En cost-benefit-analyse (sjældnere benefit-cost-analyse) (engelsk: analyser af omkostninger og fordele) er en samfundsøkonomisk konsekvensberegning, der kan anvendes som led i vurderingen af, om et givet projekt kan betale sig. Gennem analysen søger man at opgøre omkostningerne og fordelene for derved at nå frem til en samlet økonomisk vurdering af projektet. Fordelene og ulemperne værdisættes monetært – eksempelvis i danske kroner – således at disse er målelige og sammenlignelige. Ordet er kendt fra 1969 i dansk.

## Anvendelse
Cost-benefit-analyser kan anvendes såvel af privatpersoner som af virksomheder og organisationer. De bruges ligeledes af den offentlige sektor, bl.a. indenfor miljøøkonomi, transportøkonomi og sundhedsøkonomi, eksempelvis til større infrastrukturprojekter og andre anlæg som hospitalsbyggerier. Også projekter af immateriel karakter kan underkastes en cost-benefit-analyse, eksempelvis opgørelser af omkostningerne og gevinsterne ved kriminalpræventive indsatser.
Privatpersoner og private virksomheder vil typisk ønske at sammenligne deres privatøkonomiske gevinster og omkostninger ved det givne tiltag. For offentlige institutioner er det normalt mere relevant at forsøge at beregne de samfundsøkonomiske fordele og ulemper. Velfærdsøkonomien udgør det teoretiske og principielle grundlag for, hvordan disse skal opgøres. I princippet bør et projekt gennemføres, hvis det, efter at omkostningerne ved det er taget i betragtning, forøger værdien af samfundsvelfærdsfunktionen. Da dennes udseende normalt ikke kendes i praksis, er cost-benefit-analysen et standardiseret sæt procedurer, der skal gøre de velfærdsøkonomiske principper operationelle.
Såvel i Danmark som en række andre lande har staten offentliggjort en officiel vejledning i, hvordan sådanne samfundsøkonomiske konsekvensvurderinger skal foretages. Det sker for at gøre beregninger foretaget af forskellige institutioner (f.eks. ministerier) sammenlignelige. Den seneste officielle danske vejledning er fra august 2017. Den afløste en tidligere vejledning fra 1999.

## Fremgangsmåde
I en cost-benefit-analyse skal så vidt muligt alle konsekvenser af den undersøgte handling/projekt opgøres i monetære enheder og lægges sammen. Bliver resultatet en nettogevinst, bør handlingen gennemføres.

### Værdisætning
Fremgangsmåden kræver, at hver enkelt konsekvens, hvad enten der er tale om en gevinst eller en omkostning, værdisættes på en sammenlignelig måde. I nogle tilfælde kan man blot anvende den markedspris, der observeres i virkeligheden. Er der markedsfejl i økonomien, kan den samfundsmæssige værdi af den pågældende gevinst eller omkostning (den såkaldte skyggepris) dog afvige herfra, og der bør så foretages en korrektion herfor. I andre tilfælde er der tale om forhold, som slet ikke handles direkte på et marked og dermed heller ikke har nogen veldefineret markedspris. Det gælder f.eks. omkostningen ved forskellige former for forurening, ved tidsforbrug og værdien af ekstra leveår og menneskeliv. Det er derfor nødvendigt at foretage en selvstændig økonomisk værdisætning af sådanne forhold. I tidens løb er der udviklet en række metoder hertil, eksempelvis betinget værdisætning (som bygger på særligt udviklede spørgeskemaundersøgelser) og afslørede præferencer (som bygger på forskellige indirekte metoder til at fastsætte en pris). I bl.a. Danmark opererer man således med det officielle begreb værdi af et statistisk liv (VSL), der bl.a. bruges indenfor transport- og miljøøkonomiske cost-benefit-analyser til at værdisætte tiltag, der kan spare menneskeliv. I forbindelse med offentliggørelsen af den seneste officielle samfundsøkonomiske projektvejledning i august 2017 blev den danske værdi af et statistisk liv opjusteret fra 18 til 32 mio. kr. Tilsvarende opererer man med andre officielle nøgletal for værdien af at spare transporttid, reducere et givet forureningsproblem mv.

### Skatteforvridningsfaktor
I offentlige cost-benefit-analyser anvendes typisk en skatteforvridningsfaktor i forbindelse med skattefinansierede udgifter. Tankegangen er, at beskatning ikke blot udgør en direkte udgift for skatteyderne, men også medfører et ekstra samfundsøkonomisk tab i form af den forvridning, som beskatningen typisk medfører, f.eks. via et ændret arbejdsudbud eller anden opsparingsadfærd. Denne ekstra forvridning forsøges der taget højde for ved at forøge det direkte skattefinansierede beløb med skatteforvridningsfaktoren. I august 2017 nedsatte den danske regering skatteforvridningsfaktoren, der anvendes i danske samfundsøkonomiske cost-benefit-analyser, fra 20 til 10 %.

### Diskontering
Et særdeles vigtigt element i mange analyser er diskonteringen. Hvis omkostninger og gevinster falder på forskellige tidspunkter, hvilket ofte er tilfældet, f.eks. ved investeringsprojekter og miljøforbedrende tiltag, skal beløbene omregnes til samme tidspunkt for at være sammenlignelige. Det gøres ved at diskontere dem, så fremtidige beløb omregnes til deres nutidsværdi. Valget af den rette diskonteringsrate kan dermed blive afgørende for, om en given investering, der først giver et afkast langt ude i fremtiden, vurderes at være hensigtsmæssig eller ej. Et oplagt eksempel herpå er tiltag, der skal formindske klimaændringer, hvor omkostninger i dag modsvares af formodede gevinster mange årtier ude i fremtiden.
I Danmark bruges en real diskonteringsrate på 4 % årligt for projekter med op til 35 års varighed. For projekter med længere varighed anvendes en faldende profil for de følgende år: 3 % for år 36-70 og 2 % for alle år derudover.